# Mara Navarria
Mara Navarria (Udine, 18 luglio 1985) è un'ex schermitrice italiana, specializzata nella spada.
Fa parte del Centro Sportivo Esercito. Nel corso della sua carriera, a livello individuale, oltre al bronzo olimpico di Tokyo 2020 e all'oro di Parigi 2024 si è laureata campionessa del mondo di spada nel 2018, vice campionessa europea a Plovdiv nel 2023, ha vinto la Coppa del Mondo di specialità nel 2018 e quattro titoli nazionali (2010, 2012, 2016 e 2023).

## Biografia
Nasce il 18 luglio 1985 a Udine, da padre siciliano.
Inizia a tirare di scherma intorno ai 10 anni, come sport invernale alternativo alla canoa e non smette più, ottenendo una serie di successi individuali e a squadre. 
Dal 1995 al 2005 si è allenata al Club Gemina Scherma di San Giorgio di Nogaro (Udine), con il maestro Dario Codarin per poi trasferirsi al Club Scherma Roma sotto la guida del maestro Oleg Pouzanov fino al 2016.
Ha fatto parte della spedizione olimpica italiana ai Giochi olimpici estivi di Londra 2012 dove ha ottenuto il diciottesimo posto nel torneo della spada individuale e il settimo in quello a squadre, con Bianca Del Carretto, Rossella Fiamingo e Nathalie Moellhausen.
Ai Giochi del Mediterraneo di Mersin 2013 è stata eliminata agli ottavi nel torneo individuale della spada dalla tunisina Sarra Besbes.
Nel 2018 ha vinto la Coppa del Mondo e i Mondiali di spada a Wuxi in Cina, mentre a luglio 2019 ha vinto con la Nazionale Italiana di spada la medaglia di bronzo ai Mondiali di Budapest.
Per la stagione 2020/2021, Mara Navarria ha scelto l’Associazione Sportiva Udinese ASU come società d'allenamento; è quindi tornata a Carlino in provincia di Udine, sua città natale, con il marito Andrea Lo Coco, suo preparatore fisico, e il figlio Samuele, nato nel 2013. A febbraio 2020 si qualifica con la Nazionale Italiana per le Olimpiadi di Tokyo. 
Ha rappresentato la Italia ai Giochi olimpici di Tokyo 2020, dove è stata eliminata agli ottavi dell'estone Katrina Lehis nel torneo della spada individuale; ai sedicesimi aveva eliminato Yulia Lichagina. All'Olimpiade di Tokyo il 27 luglio 2021 vince nella gara olimpica della spada femminile a squadre la medaglia di bronzo insieme alle altre spadiste azzurre Rossella Fiamingo, Federica Isola e Alberta Santuccio.
Il 18 giugno 2022 vince la medaglia di Bronzo nella Spada individuale agli Europei di Scherma di Antalya, dopo aver perso alla priorità per 7-6 la Semifinale con Rossella Fiamingo. Il 21 giugno agli Europei di Antalya vince pure la medaglia d'argento nella gara di spada a squadre insieme a Rossella Fiamingo, Federica Isola e ad Alberta Santuccio.
Ai Mondiali di scherma del 2022 vince la medaglia d'argento nella gara di spada a squadre insieme a Fiamingo, Isola e Santuccio a il Cairo al termine della finale Corea del Sud Italia 45-37.
Il 17 giugno 2023 vince la medaglia d'argento nella gara individuale di spada, perdendo in finale per 15-8, agli Europei di scherma di Plovdiv.
Il 29 giugno successivo ai Giochi Europei di Cracovia vince la medaglia di bronzo nella finalina per il terzo posto, nella gara a squadre della spada insieme alle altre tre spadiste Rossella Fiamingo, Federica Isola e Alberta Santuccio.
Ai Mondiali di scherma di Milano del 2023 vince la medaglia di bronzo nella spada individuale cedendo solo in semifinale per 15-14 alla connazionale Alberta Santuccio. Vince poi la medaglia d'argento nella finale persa 32-28 contro la Polonia insieme alle spadiste Rossella Fiamingo, Alberta Santuccio e Federica Isola.
Il 21 giugno 2024 vince la medaglia d'oro agli Europei di scherma di Basilea insieme alle spadiste Rossella Fiamingo, Giulia Rizzi e Alberta Santuccio nella gara a squadre di spada con l'Italia che ha battuto in finale la Polonia per 38-31.
Il 30 luglio 2024, durante le Olimpiadi di Parigi, vince la medaglia d'oro nella prova a squadre femminile, insieme a Rossella Fiamingo, Giulia Rizzi e Alberta Santuccio, dopo che l'Italia aveva superato per 30-29 la Francia al minuto supplementare.

## Palmarès

### Risultati élite
In carriera ha ottenuto i seguenti risultati:
Giochi olimpici
Individuale
A squadre
- Oro nella spada a Parigi 2024
- Bronzo nella spada a Tokyo 2020

Mondiali
Individuale
- Oro nella spada a Wuxi 2018
- Bronzo nella spada a Milano 2023

A squadre
- Argento nella spada a Il Cairo 2022
- Argento nella spada a Milano 2023
- Bronzo nella spada a Catania 2011
- Bronzo nella spada a Kazan' 2014
- Bronzo nella spada a Budapest 2019

Mondiali militari
Individuale
- Bronzo nella spada ad Acireale 2017

A squadre
- Bronzo nella spada ad Acireale 2017

Europei
Individuale
- Argento nella spada a Plovdiv 2023
- Bronzo nella spada ad Adalia 2022

A squadre
- Oro nella spada a Basilea 2024
- Argento nella spada a Lipsia 2010
- Argento nella spada ad Adalia 2022
- Bronzo nella spada a Strasburgo 2014
- Bronzo nella spada a Montreux 2015
- Bronzo nella spada a Düsseldorf 2019

Giochi europei
Individuale
A squadre
- Bronzo nella spada a Cracovia 2023

Universiadi
Individuale
A squadre
- Bronzo nella spada a Belgrado 2009

Coppa del Mondo
Individuale
- nella classifica generale della spada 2017-18

A squadre
Campionati italiani
Individuale
- Oro nella spada a Siracusa 2010
- Oro nella spada a Bologna 2012
- Oro nella spada a Roma 2016
- Oro nella spada a La Spezia 2023
- Argento nella spada a Torino 2015
- Bronzo nella spada a Palermo 2019

A squadre
- Oro nella spada a Torino 2015
- Oro nella spada a Cassino 2021
- Argento nella spada a Bologna 2012
- Argento nella spada a Acireale 2014
- Argento nella spada a Roma 2016
- Argento nella spada a Gorizia 2017
- Argento nella spada a Milano 2018
- Argento nella spada a Piacenza 2025
- Bronzo nella spada a Palermo 2019
- Bronzo nella spada a Courmayeur 2022
- Bronzo nella spada a La Spezia 2023

### Risultati giovani
Mondiali giovani
Individuale
A squadre
- Bronzo nella spada a Linz 2005

Coppa del Mondo under 20
Individuale
- nella classifica generale della spada 2002-03
- nella classifica generale della spada 2004-05

A squadre

## Ranking
| Stagione    | Ranking Mondiale | Ranking Mondiale Squadre | Ranking Italiano | Categoria |
| ----------- | ---------------- | ------------------------ | ---------------- | --------- |
| 2019-2020   | 9°               | 4°                       | 3°               | S         |
| 2018-2019   | 12°              | 8º                       | 1°               | S         |
| 2017-2018   | 1º               | 8º                       | 1º               | S         |
| 2016-2017   | 36º              | 8º                       | 4º               | S         |
| 2015-2016   | 9º               | 9º                       | 2º               | S         |
| 2014 - 2015 | 15º              | 1º                       | 5º               | S         |
| 2013 - 2014 | 27º              | 7º                       | 6º               | S         |
| 2012 - 2013 | 46º              | 7º                       | -                | S         |
| 2011 - 2012 | 12º              | 6º                       | 1º               | S         |
| 2010 - 2011 | 20º              | 3º                       | 3º               | S         |
| 2009 - 2010 | 28º              | -                        | 1º               | S         |
| 2008 - 2009 | 38º              | -                        | 2º               | S         |
| 2007 - 2008 | 80º              | -                        | 4º               | S         |
| 2006 - 2007 | 106º             | -                        | 5º               | S         |
| 2005 - 2006 | 95º              | -                        | 5º               | S         |
| 2004 - 2005 | 1º               | -                        | -                | J         |
| 2003 - 2004 | 15º              | -                        | 3º               | J         |
| 2002 - 2003 | 1º               | -                        | -                | J         |

Note
- Altri risultati [collegamento interrotto] Aggiornato 01.11.10
- Quartetto Navarria- Bianca Del Carretto-Moellhausen-Quondamcarlo
- Dicono di loro: "Scherma Parigi 2010: spada femminile azzurra"  Archiviato il 28 ottobre 2010 in Internet Archive.